# Amenemhet III

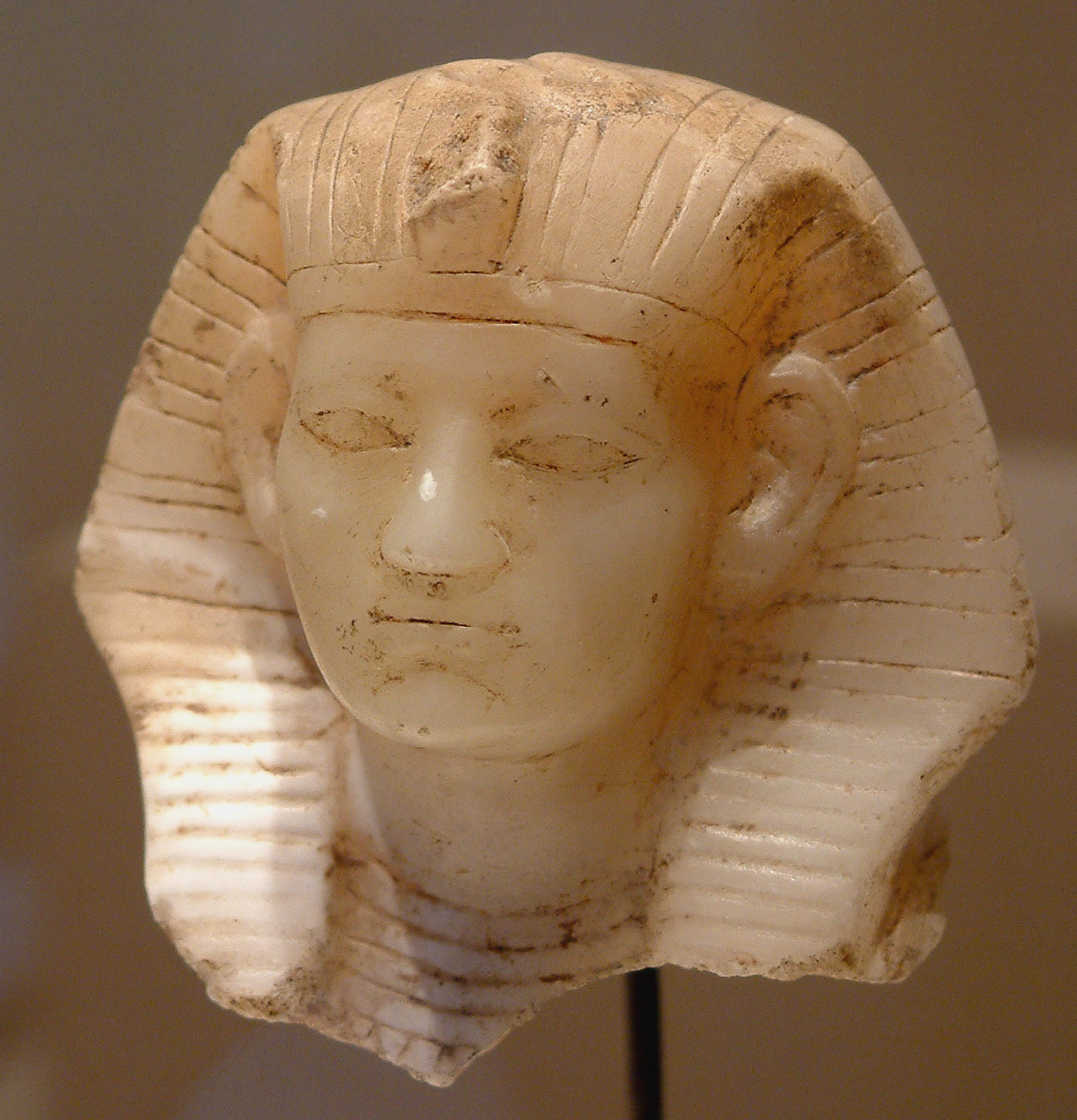
Amenemhet III

Amenemhet III fou el sisè faraó de la dinastia XII d'Egipte. Va succeir al seu pare Senusret III. El seu nom Sa Ra fou Amenemhet; el seu nom d'Horus Aabau; el seu nom de Nebty fou Itiwatawy i Itiwahor; el seu nom d'Horus d'or fou Biknebuankh; i el seu nom de regnat o Nesut Bity fou Nymaatre ('Sotmès a la justícia de Ra'). Els grecs l'esmenten com a Ameres o Amenemes. El seu nom apareix sota diferents formes, entre aquestes: Amenemes, Amenemhait, Amenemhet, Amenemmes, Ameniemhet, Ammenemhet, Amonemhat, Amunemhet, Emmaatra, Ithetiueue, Ithetiuetoui, Lachares, Lamares, Nemaaitre, Nemaaitreamenemhait, Nemare, Nimaatra, Nimaetra, Nimaetre, Oebeu, i Xachares.
Va governar des d'aproximadament el 1840 aC, però va ser elevat al tron com a corregent pel seu pare Senusret III, amb qui va compartir el tron com a rei actiu durant vint anys. El seu regnat va durar més de quaranta anys, potser 45, de manera que va durar fins després del 1800 aC (potser vers 1797 o 1795 aC). Cap al final del seu regnat va instituir una corregència amb Amenemhat IV.
La seva dona principal fou Aat, que fou enterrada al seu complex funerari de Dashur. La segona dona, no se sap segur, però podria ser Hetepti; encara s'esmenta almenys una tercera dona, però no se'n sap el nom. Va tenir diversos fills, entre els quals el seu successor Amenemhet IV. Altres possibles fills apareixen sota els noms de Sobekhotpe, Hathorhetepet, Merestekhi, Neferuptah, Nubhetepet i potser Sit-hathor. Alguns fan també filla seva Sobekkara-Neferusobek (o Sobekneferu), però és més probable que fos la seva germana i esposa.
La piràmide de Dashur es va ensorrar parcialment poc després d'acabada (uns quinze anys de treball) i, llavors, va començar un nou complex a Hawara, prop d'el Faium. L'esplendor d'aquest complex, amb el temple mortuori al costat, del qual era part el famós laberint al qual es refereixen Heròdot, Diodor de Sicília, Estrabó i Plini el Vell.
El rei va deixar nombroses estàtues fetes durant el seu regnat i el del seu pare; una estàtua els mostra ambdós amb vestimenta de sacerdot oferint als déus peix, flors de lotus i animals. Una altra estàtua el presenta vestit d'un déu; d'altres són esfinxs. Aquestes estàtues es van reutilitzar en el tercer període intermedi i foren trobades en un temple a Tanis. També hi ha una inscripció del rei a Coptos.
Va dedicar la seva activitat constructora a la regió de Faium. Hi va construir no solament la seva segona piràmide, sinó també el temple de Sobek (la principal deïtat local que, en la zona, estava relacionada amb el déu falcó Horus) a la ciutat de Cocodrilòpolis; una capella dedicada a Renenutet a Medinet Madi, i a més diversos projectes agrícoles com la construcció d'una presa per a regular les pujades de l'aigua del Bahr Yusef i enviar la sobrant al llac de Birket Qarun, cosa que va augmentar les terres de cultiu.
També va erigir dues estàtues colossals d'ell mateix a Biahmu (més tard, en el període grecoromà, el faraó fou adorat sota el nom de Lamares). Fora de Faium, va construir un temple a Kubban (Núbia) i va ampliar el temple de Ptah a Memfis.
Amb tots aquests edificis, el rei necessitava pedra i la va treure de diverses pedreres. Va explotar també les mines que tenia a l'abast, com les mines de turqueses de Serabit al-Khadem al Sinaí, on va reconstruir i ampliar un temple dedicat a Hathor i a altres déus. A la regió, s'han trobat 49 inscripcions en pedra i deu més a Wadi Maghara i Wadi Nasb, que fan referència a les explotacions mineres d'Amenemhet III durant els anys dos i quanta-cinc del seu regnat. També fou actiu en les mines del Wadi Hammamat (d'alabastre) i de Núbia (mines de diorita) i a Tura (pedra fina), entre d'altres.
No va fer expedicions militars. Va reforçar la guarnició de Semna com a fet més destacat de la presència egípcia a Núbia.
Va continuar amb el sistema establert pel seu pare de tres grans regions per governar el país. Durant el seu regnat, treballadors asiàtics, pagesos, soldats i artesans van venir a treballar a Egipte.
Les construccions fetes i una sèrie d'inundacions del Nil van exhaurir l'economia vers la fi del seu regnat. Foren els emigrants asiàtics els que van encoratjar els hicsos per establir-se al delta del Nil que, finalment, va posar fi a la dinastia.
A la seva mort, fou enterrat a la seva piràmide d'Hawara. El va succeir el seu fill Amenemhet IV.